# Ha-Argazim
Ha-Argazim (hebrejsky הארגזים‎, též Šchunat ha-Argazim, שכונת הארגזים‎) je čtvrť ve východní části Tel Avivu v Izraeli. Je součástí správního obvodu Rova 9 a samosprávné jednotky Rova Darom Mizrach.

## Geografie
Leží na východním okraji Tel Avivu, cca 4 kilometry od pobřeží Středozemního moře, v nadmořské výšce okolo 20 metrů. Jihozápadně od čtvrti probíhá takzvaná Ajalonská dálnice (dálnice číslo 1), která vede společně s železniční tratí a tokem Nachal Ajalon. Na severu s ní sousedí čtvrť Šchunat ha-Tikva (respektive její podčást Bejt Ja'akov), na východě Livne, na západě Šchunat Ezra a na jihu je fragment původní zemědělské krajiny.

## Popis čtvrti
Plocha čtvrti je vymezena na severu třídou Derech Lechi, na jihu Ajalonskou dálnicí, na západě ulicí Cherutenu a na východě ulicí číslo 3694. Zástavba má charakter husté ale drobné městské výstavby. V roce 2007 tu žilo 2736 lidí (údaje společné pro čtvrti Šchunat Ezra a ha-Argazim). 